# Ruta Provincial E 52 (Córdoba)
La Ruta Provincial E 52 es una ruta parcialmente pavimentada, de jurisdicción provincial
, ubicada al este de la Provincia de Córdoba, en la República Argentina, y al sur de la Laguna de Mar Chiquita.
La ruta inicia su recorrido asfaltado en la ciudad de La Para, como Avenida Roque Sáenz Peña, en su intersección con el km 175 de la  RP 17  con rumbo sur. Luego de transurrir 23 km aproximadamente de este tramo inaugurado en 2023, alcanza la ruta S-152 en cercanías de la localidad de Toro Pujio, iniciando allí el segundo tramo asfaltado en 2018, hasta alcanzar la localidad de La Tordilla y de allí hasta la ciudad de Arroyito, donde, luego de recorrer poco menos de 40 kilómetros, alcanza el kilómetro 222 de la  RN 19 . Allí la Ruta Provincial E 52, finaliza su primer tramo.

Luego de trasponer esta ciudad, la ruta retoma su trazado hacia el sur en el kilómetro 223 de la  RN 19 . Una vía totalmente asfaltada en 2017, que recorre los 28 km que separan la ciudad de Arroyito de Sacanta, ubicada en el km 84 de la  RP 13 . Aquí la ruta finaliza su segundo tramo, para iniciar su tercera etapa en el km 79 de la  RP 13 . Allí ingresa en la margen sur de la ruta, y luego de unos 25 km de ripio, alcanza la localidad de Carrilobo.
De aquí en adelante, la ruta vira su trazado hacia el sudeste, y luego de poco más de 21 km, alcanza la localidad de Pozo del Molle, donde cruza la  RN 158 (km 102) . En este punto, inicia su último tramo: 28 km de ripio (productores solicitaron que este tramo sea asfaltado), hasta alcanzar la  RP 3 (km 118) , donde finaliza su trazado en el paraje Colonia Los Ucles, y luego de recorrer un total de 170 km aproximadamente.

## Localidades
A lo largo de su derrotero, esta ruta atraviesa varios centros urbanos
. En itálica se consignan las cabeceras departamentales (si las hubiere). Entre paréntesis se indican los datos de población según censo INDEC 2010.
- Departamento Río Primero: La Para (3474)
- Departamento San Justo: La Tordilla (1257), Arroyito (22 635), Sacanta (3098)
- Departamento Río Segundo: Carrilobo (1746), Pozo del Molle (5667)
- Departamento Unión: Sin localidades

## Recorrido
|  | CONTgq | TBHFa | CONTfq |  |

| BAHN | RGCONTgq | SKRZ-GBUE | RGCONTfq |  |

|  | WASSERq | WBRÜCKE1 | WASSERq |  |

|  |  | STR |

|  | GRZq | STR+GRZq | GRZq |  |

|  |  | STR |

|  | LCONTgq | TBHF | CONTfq |  |

|  | LCONTgq | BHF | LCONTfq |  |

|  | WASSERq | WBRÜCKE1 | WASSERq |  |

|  | CONTgq | TBHF | CONTfq |  |

| BAHN | RGCONTgq | SKRZ-GBUE | RGCONTfq |  |

|  | RMCONTgq | SKRZ-Mu | RMCONTfq |  |

| CONTgq | TBHFa | TBHFe | CONTfq |  |

|  | STR |

| GRZq | STR+GRZq | GRZq |  |  |

|  | STR |

|  | tSTRa-m |

| LCONTgq | TBHFeq |  |  |  |

| LCONTgq | TBHFeq |  |  |  |

|  | tSTRe-m |

| RGCONTgq | SKRZ-GBUE | RGCONTfq | BAHN |  |

| CONTgq | TBHF | CONTfq |  |  |

|  | tSTRa-m |

|  | tSTR |

| GRZq | tSTR+GRZq | GRZq |  |  |

|  | tSTR |

|  | tSTRe-m |

| CONTgq | TBHFe | CONTfq |  |  |

## NOTAS
1. ↑  El kilometraje fue tomado del amojonado en ruta. En caso de ausencia de los mismos, se calculó según información disponible en Internet, o verificación in situ .
2. ↑  Datos oficiales según Dirección de Estadísticas y censos del Gobierno de la Provincia de Córdoba, año 2010 Según datos INDEC